# جواد فرتی
جواد فرتی (انگلیسی: Johad Ferretti؛ زادهٔ ۳۰ مهٔ ۱۹۹۴) بازیکن فوتبال اهل ایتالیا است.
از باشگاه‌هایی که در آن بازی کرده‌است می‌توان به باشگاه فوتبال بنونتو، ماترا کالچو، باشگاه فوتبال آ.ث. میلان، باشگاه فوتبال نووارا، و باشگاه فوتبال اسپال اشاره کرد.
وی همچنین در تیم‌های ملی فوتبال زیر ۱۹ سال ایتالیا و زیر ۲۰ سال ایتالیا بازی کرده‌است.